# Concentus novi trium vocum accomodati
Concentus novi trium vocum accomodati är en koral med Hans Kugelmanns körverk tryckt 1540 i Augsburg, det vill säga två år innan han dog.
Enligt 1921 års koralbok med 1819 års psalmer används melodin då till nio olika psalmer, nr 1, 16, 372, 393, 397, 512, 531, 614 och 632.

## Psalmer
- Upp, psaltare och harpa (1819 nr 1, 1986 nr 326) "Melodins huvudtext" 1921. Finns på Wikisource.
  - En Fader oss förenar (1921 nr 531, 1986 nr 60) Finns på Wikisource.
  - Gud gav i skaparorden (1921 nr 614, 1986 nr 580)
  - Han kommer i sin kyrka (1921 nr 512, 1986 nr 110)
  - Kring rymden breddes fasa (endast 1819 nr 372)
  - Min själ skall lova Herran (1695 nr 86, 1819 nr 16, 1986 nr 9) på grund av nummerordningen anges som "Melodins huvudtext" 1986
  - Naturen åter träder (1819 nr 393, 1937 nr 473)
  - O Herre, du som säger (1921 nr 632, 1937 nr 486)
  - Sin suck naturen skickar (endast 1819 nr 397)